# Tatooine
Tatooine je fiktivní pouštní planeta z filmové ságy Hvězdné války, kde žila Shmi s malým synem Anakinem. Po jeho pádu je sem poslán Luke, aby ho vychovali jeho strýc a teta. Zde se také ukrývá Obi-Wan Kenobi před Darth Vaderem a Císařem. Na Tatooinu je známé město Mos Eisley, kde se Luke Skywalker seznámil s Hanem Solem. Odehrává se zde i několik dílů seriálů Klonové války, Mandalorian a Boba Fett: Zákon podsvětí.

## Popis
Jedná se o pouštní planetu s velmi skromnými zásobami vody (krom vzácných oáz) pod nadvládou Huttů, na které se čile obchoduje s otroky a neplatí zde Republikové kredity. Ve městech žijí převážně lidé a další rasy ze všech koutů vesmírů, ale právě nejpočetnější skupina obyvatel patří mezi otroky. 
V poušti žijí domorodí obyvatelé. Patří mezi ně mírumilovní sběrači kovů Jawové, kteří cestují pouští v několik století starých těžících rypadlech, které na planetě po sobě zanechaly galaktické těžební společnosti, jež chtěly zbohatnout na těžbě surovin. Jejich dolování bylo extrémně náročné a nerentabilní, proto planetu opustily a zařízení zanechaly Jawům. Druhou skupinou domorodců jsou velmi agresivní Tuskenové – pouštní lidé. Ti provádí pravidelné nájezdy na obydlí Jawů a zejména osadníků, které považují za škodnou. Často jsou právě oni považováni za příčinu, proč se nikdy nepodařilo lidem na Tatooine dlouhodobě usadit.

## Poznámka
Pokud na planetě žijí lidé, potřebují nutně k dýchání kyslík a ten musí někde vznikat. Ve filmu se lidé na planetě pohybují bez skafandrů. Není proto možné aby byla planeta čistě pouštní. Musela by mít živé moře nebo aspoň výrobníky kyslíku, což by bylo vzhledem k velikosti populace nerentabilní. 